# Jules und Jim
Jules und Jim (französischer Originaltitel: Jules et Jim) ist ein französischer Liebesfilm des Regisseurs François Truffaut, basierend auf dem gleichnamigen Roman von Henri-Pierre Roché, und gilt als Klassiker der französischen Nouvelle Vague.

## Handlung
Nach dem Vorspann, zu dem schon Bilder der wichtigsten Figuren des Films zu sehen sind – Catherine, Jules, Jim, Albert und die kleine Sabine, führt ein Off-Erzähler mit zwei Sätzen in Zeit, Ort und Beginn der Handlung ein: „Im Jahr 1912 war Jules nach Paris gekommen. Er hatte von Jim, den er nur flüchtig kannte, eine Karte für den Künstlerball bekommen.“ Schnell werden der Franzose Jim und der Österreicher Jules Freunde. Sie teilen nicht nur ihr Interesse für Literatur, sondern vor allem auch für Frauen. Jim allerdings hat in Gilberte eine treue Partnerin, zu der er immer zurückkehren kann.
Bei Albert, einem Freund von Jules, sehen sie Diapositive antiker Statuen. Eine von ihnen, eine Frauenfigur mit einem archaischen Lächeln, fasziniert sie besonders. Sie reisen auf die Adriainsel, auf der die Statue in einem Freilichtmuseum ausgestellt ist. Die Weise, in der der Erzähler ihr Erlebnis zusammenfasst, lässt ahnen, dass es schicksalhaft sein wird: „Waren sie diesem Lächeln jemals begegnet? – Nein, niemals. – Was würden sie tun, wenn sie ihm eines Tages begegnen würden? – Sie würden ihm folgen.“
Nach ihrer Rückkehr lernen sie die Französin Catherine kennen, bei der sie ebendies Lächeln wiederfinden. In der kurzen Zeit, die ihre Freundschaft bisher besteht, war es vorgekommen, dass sie Affären mit denselben Frauen hatten. Jetzt aber sagt Jules: „Die bitte nicht, Jim!“ Es folgt die glücklichste Zeit im Leben der drei. Jules und Catherine sind ineinander verliebt, und gemeinsam mit Jim genießen sie eine Weile ein unbeschwertes Leben am Meer. Schon bei der Rückkehr nach Paris gibt es Anzeichen, dass das gemeinsame Glück zu dritt nicht von Dauer sein wird. Als Jules bei einem nächtlichen Spaziergang an der Seine über „die Natur der Frauen“ herzieht, springt Catherine in den Fluss. Nicht wie ein Suizidversuch wirkt es, eher wie eine Ankündigung, wozu sie fähig ist.
Doch schon bald darauf rufen Jules und Catherine voller Freude bei Jim an: „Wir werden heiraten.“ Aber sie werden Jim für Jahre nicht wiedersehen. Der Erste Weltkrieg bricht aus.
Nach seinem Ende besucht Jim die Freunde. Jules und Catherine haben inzwischen eine Tochter, Sabine, und wohnen in einem kleinen Haus im Schwarzwald. Jim muss feststellen, dass die Ehe der beiden am Ende ist und dass Catherine einen Liebhaber hat – Albert. Bald entwickelt sich zwischen Jim und Catherine eine Liebe, die Jules mit bleibender Zuneigung zu Catherine akzeptiert. Für Momente ist sogar das Glück der Zeit vor dem Krieg wieder spürbar. Die Beziehung von Jim und Catherine ist jedoch gekennzeichnet von Machtkämpfen und Racheaktionen und wird zusätzlich von ihrem unerfüllt bleibenden Kinderwunsch überschattet. Jim muss beruflich zurück nach Paris. Die Briefe, die sie einander schreiben, verletzen eher, als dass sie für Aussöhnung sorgen. Als Catherine eine Fehlgeburt erleidet, endet ihre Beziehung.
Viele Jahre später – Anfang 1933. In Paris laufen sich Jules und Jim über den Weg. Jules wohnt inzwischen mit Catherine wieder in Frankreich, in einer alten Wassermühle am Ufer der Seine. Gemeinsam unternehmen die drei eine Autofahrt zu einem Landhaus, wo Catherine wieder einmal von Albert erwartet wird. Beide Männer, Jules und Jim, sind nicht sehr erstaunt. Als Jim bei seinem nächsten Besuch in der Mühle Catherine dann eröffnet, er wolle endlich Gilberte heiraten und mit ihr Kinder bekommen, zieht Catherine einen Revolver. Jim kann ihn ihr entwenden und flieht aus dem Haus.
Eine letzte zufällige Begegnung – ein paar Monate später – in einem Kino. Wieder eine gemeinsame Autofahrt, Rast in einem Gasthof am Flussufer. Catherine bittet Jim ins Auto, zu Jules sagt sie: „Gib jetzt gut acht!“ Mit hohem Tempo fährt sie auf eine Brücke, die in der Mitte zerstört ist und nicht bis ans andere Ufer führt. Das Auto stürzt ins Wasser, Catherine und Jim sterben.
Jules auf dem Friedhof. Die Särge mit den Leichen Catherines und Jims werden verbrannt. – Ein letztes Mal der Erzähler: „Jules begleitete sie allein auf ihrem letzten Weg. ... Die Freundschaft zwischen Jules und Jim hatte in der Liebe keine Entsprechung gefunden.“

## Hintergründe
- Die Basis des Romans Jules et Jim bilden wahre Begebenheiten: Henri-Pierre Roché lebte mit dem Ehepaar Helen und Franz Hessel in einer Dreiecksbeziehung,[3] deren Ereignisse er in seinen Tagebüchern, carnets, genau festgehalten hatte. Erst sehr viel später - Anfang der 1950er Jahre, Roché war da schon mehr als 70 Jahre alt – schrieb er davon ausgehend den Roman, der schließlich 1953 veröffentlicht wurde. – Der deutsche Schriftsteller Manfred Flügge schrieb über  Roché und das Ehepaar Hessel einen Tatsachenroman mit dem Titel Gesprungene Liebe. Die wahre Geschichte zu „Jules und Jim“, der 1993 erschienen ist.
- Rochés zweiter Roman Les deux anglaises et le continent (1956) wurde ebenfalls von Truffaut unter dem Titel Zwei Mädchen aus Wales und die Liebe zum Kontinent verfilmt. Das noch vor dem Vorspann in der Originalfassung von Jeanne Moreau in Jules und Jim eingesprochene Motto – „Du hast mir gesagt: Ich liebe dich. Ich habe dir gesagt: Warte. Fast hätte ich gesagt: Nimm mich. Du hast mir gesagt: Geh.“ – stammt tatsächlich aus diesem zweiten Roman Rochés.
- Der Film wurde in Schwarzweiß gedreht.
- Der Film bedeutete die erste Zusammenarbeit zwischen Truffaut und dem Drehbuchautor Jean Gruault. Bis in die 1970er Jahre folgten mehrere gemeinsame Produktionen.[4]
- Die Dreharbeiten fanden im Zeitraum vom 10. April bis Mitte Juni 1961 an den folgenden Orten statt: In Paris (zahlreiche kurze Szenen), in der Umgebung von Saint-Paul-de-Vence (die Szenen der glücklichen Menage à trois am Meer), auf dem Molkenrain in den Vogesen (die Szenen gedreht, die im Film im Haus von Jules und Catherine im Schwarzwald spielen), in Saint-Pierre-du-Vauvray in der Normandie (wo die Moulin d’Andé[5] steht, das Haus, das Jules und Catherine Anfang der 1930er bewohnen) und schließlich im Krematorium des Friedhofs von Straßburg[6] sowie, die Schlusseinstellung, auf dem Friedhof „Cimetière Monumental“ von Rouen.[7]
- Während der Arbeit am Drehbuch mit Jean Gruault hatte Truffaut zunächst an einen Untertitel für den Film gedacht: „un pur amour à trois“ (eine reine Liebe zu dritt).[8] Aber schon früher, 1960, als er die konkreten Planungen des Films begann, hatte er in einem Brief an seine amerikanische Vertraute Helen Scott geahnt, dass der Film letztendlich das Gegenteil zeigen werde; Jules et Jim werde wohl „durch die Freude und die Trauer darin eine Demonstration der Unmöglichkeit einer dauerhaften Liebesbeziehung außerhalb des Paares“.[9]
- Die Spielfilmhandlung wird einige Male unterbrochen von zeitgenössischen Dokumentaraufnahmen. Es sind dies: Jeweils bei den Wiederankünften von Jim in Paris Aufnahmen der Hochbahn, der Gare de Lyon und des Eiffelturms sowie für den Zeitraum 1914 bis 1918 Aufnahmen aus dem Ersten Weltkrieg und für 1933 Aufnahmen der Bücherverbrennungen in Deutschland. Diese Aufnahmen vom 10. Mai 1933 sind in die Spielfilmhandlung eingebaut; Jules, Jim und Catherine sehen sie in einer Wochenschau in einem Pariser Kino.
- Neben der Freiheit, die sich Truffaut genommen hat, zahlreiche Dialogstellen, die ihm unverzichtbar waren, anderen Figuren als denen im Buch zuzuordnen, sind insbesondere zwei Unterschiede zwischen Roman und Film nennenswert:
Vom gesamten ersten Kapitel des Buchs, das Jules‘ und Jims Frauenbekanntschaften gewidmet ist, bevor sie Kathe (im Film Catherine) kennenlernen, hat Truffaut nur einige wenige kurze Szenen übernommen.
Die Unterbrechung der Freundschaft von Jules und Catherine mit Jim während des Ersten Weltkriegs wird von Roché nur in einem einzigen kurzen Absatz erwähnt, dann springt er ins Jahr 1919. Für die von Truffaut in den Film eingebauten Dokumentaraufnahmen aus dem Krieg, aber auch für den darüber liegenden Kommentar und zwei kurze Szenen – eine Begegnung Jims mit Gilberte, einen Brief Jules an Catherine – gibt es im Buch keine Entsprechung.[10]
- Für bildhafte Hinweise auf die Chronologie der Handlung hatte Jean Gruault die Idee, viele der Innenräume mit Bildern von Pablo Picasso auszustatten. Insgesamt dreizehn Bilder Picassos aus den Jahren 1900 bis 1923 fanden einen Platz in den Dekors.[11]
- Der Kinostart des Films in der Bundesrepublik Deutschland war am 23. Februar 1962, die Fernseh-Erstausstrahlung am 8. Mai 1974 in der ARD.[12][13]

## Kritiken
- Lexikon des internationalen Films: „Die tödlich endende Geschichte ihrer Liebe zu dritt schildert Truffauts Film mit eminentem Fingerspitzengefühl für die Zwischentöne des Menschlich-Seelischen ebenso wie des Filmisch-Optischen. Zum ästhetischen Genuss tragen auch die sensible Kameraführung und der fließende Schnitt bei.“
- Prisma Online: „Ein Meisterwerk der Filmgeschichte, von Star-Regisseur François Truffaut inszeniert und mit historischen Aufnahmen des Pariser Stadtlebens vor dem Zweiten Weltkrieg garniert.“
- Frankfurter Rundschau, Frankfurt am Main: „Ein intelligenter Film, (...) der in keine Schablone passt.“
- Süddeutsche Zeitung, München: „Vielfältig gebrochene, von naiver Ausgelassenheit bis zu düster elegischen Tönen reichende Poesie.“
- Evangelischer Filmbeobachter, München (Kritik Nr. 126/1962): „Die Begriffe Ehe, Liebe und Verantwortung gegenüber dem eigenen Kind sind in diesem Werk der französischen «Neuen Welle» so pervertiert, daß man trotz seiner künstlerischen Werte - verdichtende Bildsprache, parodistische und karikierende Züge - nur ein klares Nein zu ihm sagen kann.“

## Auszeichnungen
- In Frankreich erhielt Jules et Jim 1962 den Étoile de Cristal als bester französischer Film und Jeanne Moreau wurde als beste Darstellerin ausgezeichnet.
- In Dänemark erhielt Jules et Jim 1963 den Bodil als bester europäischer Film des Jahres.

## Filmmusik
- Jules et Jim. Bande originale du film. Philips, medium 432.728 BE, 1962. – Darauf auch das Chanson Le tourbillon (de la vie), gesungen von Jeanne Moreau.[14]
- Jules et Jim & La Cloche Thibétaine. Bande originale du film. Prometheus, Mechelen 1989, PCD 103. – Originalaufnahmen unter Leitung von Georges Delerue.

## Synchronisation
Die deutsche Synchronfassung entstand bei der Berliner Synchron GmbH, die Dialoge schrieb Heinz Giese, Dialogregie hatte Klaus von Wahl.
| Rolle     | Darsteller    | Synchronsprecher      |
| --------- | ------------- | --------------------- |
| Catherine | Jeanne Moreau | Eva Katharina Schultz |
| Jules     | Oskar Werner  | Michael Chevalier     |
| Jim       | Henri Serre   | Lothar Blumhagen      |
| Thérèse   | Marie Dubois  | Renate Küster         |
| Gilberte  | Vanna Urbino  | Marion Degler         |
| Albert    | Serge Rezvani | Herbert Stass         |
| Erzähler  | Michel Subor  | Wilhelm Borchert      |

## DVD
Jules und Jim. (Teil der François Truffaut Collection 2.) Concorde Home Entertainment, 2016. – Enthält als Extras u. a. Ausschnitte aus zwei TV-Filmen: François Truffaut ou l'esprit critique (1965) von Jean-Pierre Chartier und einen Beitrag der Reihe Bibliothèque de Poche (1966), beide im französischen Original mit deutschen Untertiteln.